# James Weisgerber
James Vernon Weisgerber OC SOM (* 1. Mai 1938 in Vibank) ist ein kanadischer Geistlicher und emeritierter Erzbischof von Winnipeg.

## Leben
James Vernon Weisgerber empfing am 1. Juni 1963 die Priesterweihe für das Erzbistum Regina. 
Papst Johannes Paul II. ernannte ihn am 7. März 1996 zum Bischof von Saskatoon. Die Bischofsweihe spendete ihm der Erzbischof von Regina, Peter Joseph Mallon, am 3. Mai desselben Jahres; Mitkonsekratoren waren Joseph Neil MacNeil, Erzbischof von Edmonton, und Joseph Faber MacDonald, Erzbischof von Grand Falls.
Am 7. Juni 2000 wurde er zum Erzbischof von Winnipeg ernannt und am 24. August desselben Jahres in das Amt eingeführt.
Am 28. Oktober 2013 nahm Papst Franziskus seinen altersbedingten Rücktritt an.